# Alonso Messia Bedoya
Alonso Messia Bedoya (Pacaraos, Perú, 10 de enero de 1655 - Lima, 5 de enero de 1732) fue un jesuita virtuoso.
Hijo del General Francisco Messia y Ramón y de Francisca Bedoya y Campusano. Estudió en el Colegio Real de San Martín y el Colegio Máximo de San Pablo de Lima, obteniendo el grado de Maestro de Artes. Habiéndose recibido de sacerdote, obtuvo el grado de Doctor en Teología en la Universidad Nacional Mayor de San Marcos. Enseñó en el Colegio jesuita del Cuzco, donde aprendió quechua y otras lenguas nativas, haciéndose fama de buen predicador y teólogo. De vuelta a Lima asumió la rectoría del Colegio del Príncipe en la Reducción de Indios de Cercado. Fue nombrado Calificador del Tribunal del Santo Oficio y confesor de las monjas del Monasterio de Jesús María.
Anulado su nombramiento como provincial de Quito en 1705, pasó como Prepósito de la casa Profesa de Nuestra Señora de Desamparados en Lima. Fundó el Monasterio de San Rosa de Lima en 1708 y rigió como provincial la Provincia del Perú de 1711 a 1714, como tal fundó el Colegio de jesuitas de Moquegua y creó dos cátedras en la Universidad de San Marcos llamadas: Prima de Teología Escolástica y Vísperas de Controversias.
Confesor del virrey Marqués del Castelfuerte
Se le considera Venerable.

## Obras
- Oración fúnebre a las reales exequias del rey N.S.Don Luis I, 1725
- Rosario de alabanza o gozo de Jesucristo
- Devoción de las tres horas de la agonía de Cristo Nuestro Señor y método con que se practicaba en el Colegio Máximo de San Pablo de la Compañía de Jesús de Lima y en toda la provincia del Perú